# Eugenie Schumann

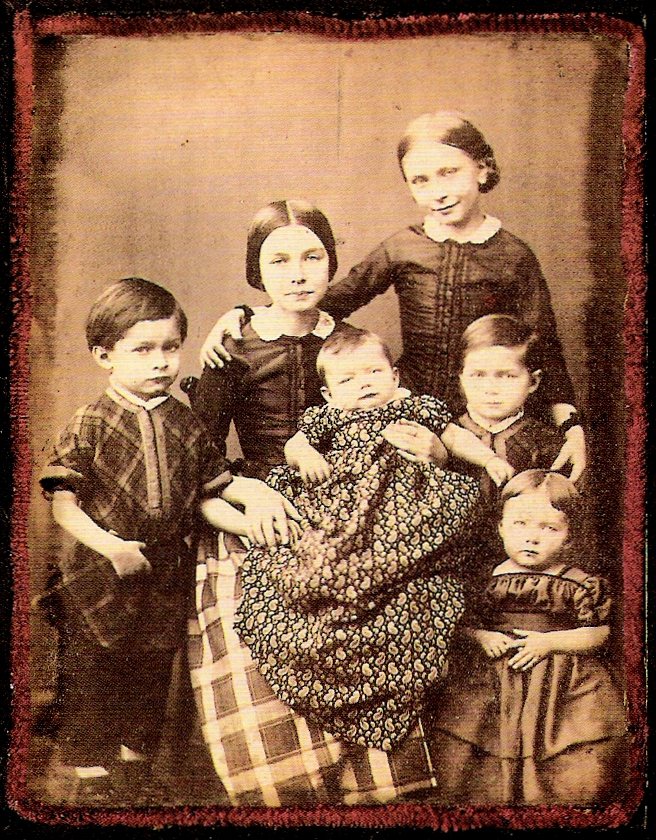
Los hijos del matrimonio Schumann. De izquierda a derecha: Ludwig, Marie, Felix, Elise, Ferdinand y Eugenie.

Eugenie Schumann (1 de diciembre de 1851, Düsseldorf-25 de septiembre de 1938, Berna) fue una pianista y autora alemana.

## Biografía
Eugenie Schumann fue una de los ocho hijos y la hija menor del matrimonio entre Robert y Clara Schumann. Eugenie estudió piano con su madre y con Ernst Rudorff en Berlín. Toda su vida artística estuvo a la sombra de su madre.
Tuvo una relación amorosa con la cantante Marie Fillunger, llamada «Fillu», que vivió con los Schumann durante mucho tiempo después de 1878. En 1888, terminó la relación y en enero de 1889 Fillunger abandonó la casa de los Schumann. Ambas, sin embargo, continuaron manteniendo correspondencia intensamente después.
En octubre de 1892, Eugenie se mudó a Reino Unido y trabajó allí como profesora de piano. En 1918, dejó Reino Unido para mantener a su hermana mayor, Marie, que había vivido en Interlaken (Suiza), desde 1897. En 1925, publicó su autobiografía, Erinnerungen («Recuerdos»), y en 1931 una biografía muy notoria de su familia, que fue traducida a varios idiomas.
En 1938, Eugenie fue enterrada junto a Marie Fillunger en el cementerio de Gsteig en Wilderswil, cerca de Interlaken.

## Publicaciones
- Erinnerungen, Stuttgart: J. Engelhorns Nachfahren, 1925 – Nueva edición con poemas de Felix Schumann como: Claras Kinder, Colonia: Dittrich, 1995, ISBN 3-920862-05-8
- Robert Schumann. Ein Lebensbild meines Vaters, Leipzig: Koehler & Amelang, 1931
- Clara Schumann im Briefwechsel mit Eugenie Schumann, Vol. 1: 1857–1888, editado por Christina Siegfried (Schumann-Briefedition, Series I, Vol. 8), Colonia: Dohr 2013